# U.S. Route 42
U.S. Route 42 (ou U.S. Highway 42) é uma autoestrada dos Estados Unidos.
Faz a ligação do Oeste para o Este. A U.S. Route 42 foi construída em 1926 e tem 355 milhas (571 km).

## Principais ligações
Autoestrada 71/Autoestrada 75 em Cincinnati

 Autoestrada 80 perto de Cleveland